# William King Gregory

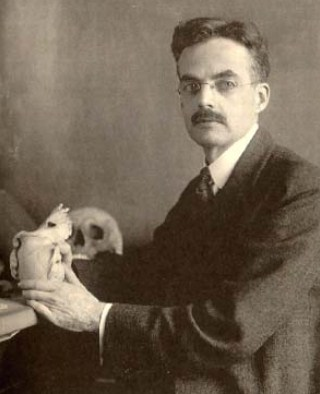
William King Gregory

William King Gregory (* 19. Mai 1876 in Greenwich Village; † 29. Dezember 1970 in Woodstock) war ein US-amerikanischer Zoologe und Wirbeltier-Paläontologe.

## Leben und Wirken
Gregory studierte zunächst ab 1895 an der Bergbauakademie (School of Mines) der Columbia University, wechselte dann aber zur Zoologie und Wirbeltier-Paläontologie ans Columbia College, wo er bei Henry Fairfield Osborn seinen 1900 seinen Bachelor-Abschluss und 1905 seinen Master-Abschluss machte und 1910 promoviert wurde. Mit Osborn blieb er zeitlebens freundschaftlich verbunden (trotz gelegentlicher wissenschaftlicher Differenzen). Ab 1911 war er am American Museum of Natural History, wo er Kurator und Abteilungsleiter wurde, und lehrte ab 1916 an der Columbia University, wo er Professor für Zoologie wurde (Da Costa Professor). Am Museum war er gleichzeitig in drei Abteilungen: Ichthyologie (die er auch leitete), Wirbeltier-Paläontologie und Vergleichende Anatomie, wobei er die letztere Abteilung gründete und leitete. 1944 ging er am American Museum of Natural History und 1945 an der Columbia University in den Ruhestand, blieb aber weiter wissenschaftlich aktiv. Zuletzt zog er ganz von New York in sein Sommerhaus in Woodstock.
Er unternahm 1921/22 Feldstudien im australischen Busch über Beuteltiere, nahm 1929/30 an einer Expedition nach Afrika zum Studium von Gorillas teil (mit Henri Cashier Raven (1889–1944), James H. McGregor, Earle T. Engel), 1939 an einer Expedition zum Sammeln von Fischen nach Neuseeland und 1925 an der Arcturus Expedition von William Beebe in die Sargassosee.
Gregory befasste sich besonders mit vergleichender Anatomie (sowohl rezenter als auch fossiler Tiere) und war ein Pionier im Studium von fossilen Wirbeltieren unter dem Aspekt funktionaler Anatomie. Er entwickelte eine eigene Evolutionstheorie, in der er einen Habitus Charakter (Anpassung an Umweltverhältnisse) vom Heritage Charakter, dem im Lauf der Stammesgeschichte Vererbten, unterschied, wobei letzterer nach seiner Palimpsest Theorie (1947) häufig vom Habitus-Charakter verdeckt wurde (analog der Verwendung alter Schriftrollen bei den Mönchen des Mittelalters für neue Zwecke in Palimpsesten). Ein Beispiel ist das von Insektenfresser-Vorfahren stammende Gebiss von Fledermäusen (Heritage-Charakter) und die Anpassung der Hände an den Flug (Habitus-Charakter). Ähnliche Ideen wurden später in der Mosaik-Theorie der Evolution (Modulare Evolution, Mosaic Evolution, in der die Evolution zunächst nur bestimmte Körperteile betrifft) aufgegriffen, ohne auf Gregory Bezug zu nehmen. Gregory führte auch Willistons Gesetz ein als die Beobachtung, dass bei häufig doppelt vorkommende Strukturen im Lauf der Evolution reduziert werden zum Beispiel durch Differenzierung (Übergang von Polyisomeren zu Anisomeren).
Anfangs befasste er sich besonders mit fossilen und rezenten Fischen und frühen Landwirbeltieren wie Eryops und den Therapsiden (frühe Säugerverwandte). Er befasste sich unter anderem mit Insektenfressern und Primaten und mit dem Ursprung von Beuteltieren und Kloakentieren. Außerdem galt er als führender Experte für Zahnentwicklung bei Säugern und ab den 1920er Jahren befasste er sich mit der Entwicklung des Frühmenschen. Gregory hatte auch einen hervorragenden Ruf als Lehrer und aufgrund der von ihm gestalteten Museumseinstellungen und er schrieb auch zahlreiche Aufsätze für größeres Publikum.
1951 erschien sein monumentales Magnum Opus über die Evolution der Wirbeltiere Evolution Emerging, mit dem er ein unvollendetes Projekt seines Lehrers Osborn (auf dessen Vorschlag hin) aufgriff, und an dem er seit den 1930er Jahren arbeitete.
Seit 1925 war er Mitglied der American Philosophical Society. 1927 wurde Gregory in die National Academy of Sciences gewählt, 1931 in die American Academy of Arts and Sciences. Er gehörte rund 30 wissenschaftlichen Gesellschaften an. Zweimal war er Präsident der American Association of Physical Anthropologists, deren Viking Medal er 1949 erhielt.
Zu seinen Schülern gehören Alfred Romer, mit dem er auch über frühe Landwirbeltiere zusammenarbeitete, G. K. Noble, James Paul Chapin, C. L. Camp. Er arbeitete auch mit George Gaylord Simpson über frühe Insektenfresser der Kreide aus der Mongolei und mit Walter W. Granger über fossile Säuger.

## Schriften (Auswahl)
- Our Face from Fish to Man, New York, G. P. Putnam´s Sons, 1929 (auch ins Russische übersetzt), Reprint Capricorn Books 1965
- Evolution Emerging: a survey of changing patterns from primeval life to man, 2 Bände, Macmillan 1951
- The Origin and Evolution of Human Dentition, Teil I bis V, Baltimore, Williams & Wilkins, 1922 (Aufsätze, die zuerst im Journal of Dental Research erschienen)
- A half century of Trituberculy, American Philosophical Society 1934 (Entwicklung Backenzähne)
- Man´s place among the Anthropoids, Oxford, Clarendon Press 1934
- mit Milo Hellman: The South African Fossil Man-Apes and the Origin of the Human Dentition. In: The Journal of the American Dental Association. Band 26, Nr. 4, 1939, S. 558–564, doi:10.14219/jada.archive.1939.0113
- mit Henri Cashier Raven: In quest of Gorillas, The Darwin Press, New Bedford, Massachusetts 1937
- Fish skulls. A study of the evolution of natural mechanisms, Laurel, Florida, Eric Lundberg 1959
- Führer des American Museum of Natural History: The world of fishes (mit F. LaMonte) 1934, 1947, Introduction to human anatomy (mit Roigneau, Raven 1934, 1942), Family tree of the vertrebrates - grandfather fish and its descendants 1941, The hall of the age of man (mit H. F. Osborn und anderen) 1932